# Jonathan Poneman
Jonathan Poneman, né le 9 octobre 1959 à Toledo (Ohio), est le cofondateur du label Sub Pop, qui en signant Nirvana en 1988 a permis l'envol de la scène grunge au début des années 1990.

## Biographie

### Jeunesse
Fils d'Harold et Beverly Poneman, Jonathan Poneman est né le 9 octobre 1959 à Toledo (Ohio) et grandit dans la banlieue d'Ottawa Hills. Lorsqu'il quitte Toledo à l'âge de 16 ans, il a assisté à une centaine de concert rock et joué dans divers groupes de rock (Alice Cooper, Bob Seger, David Bowie, Bruce Springsteen...),. Après avoir été expulsé du lycée près de Détroit, Poneman déménage à Scottsdale, en Arizona et obtient son diplôme de l'Arcadia High School en 1977.

### Carrière
En 1979, Jonathan Poneman débute devient disk jockey à la station de radio étudiante de l'Université de Washington à Seattle, KCMU qui diffuse de la musique indépendante locale. Il y rencontre d'autres collaborateurs : Mark Arm, le chanteur de Mudhoney, le photographe Charles Peterson, Kim Thayil, le futur guitariste de Soundgarden et Bruce Pavitt avec qui il fondera le label Sub Pop.
En 1985, lors d'un concert que Poneman organise pour la KCMU, il voit pour la première fois Soundgarden se produire à la Rainbow Tavern près de l'Université de Washington et est particulièrement impressionné par le chanteur du groupe, Chris Cornell. « Après, je me suis approché du devant de la scène, je me suis présenté à Chris et lui ai dit : «Je m'appelle Jonathan, je suis le présentateur d'Audiasis et je fais les réservations ici, et je dois vous dire que c'était l'un des meilleurs spectacles que j'ai vus de toute ma vie. Il a été la première personne à avoir semé cette graine : « Vous serez l'avenir de la musique rock », se souvient Chris. «Vous allez jouer dans des salles immenses. Vous serez ceux sur les stations de radio rock commerciales que les enfants écoutent dans leurs Camaros »,,. Avec leur manager Susan Silver, il organise leurs premiers concerts puis ceux des groupes Green River, Skin Yard...
Il rencontre ensuite Bruce Pavitt, un journaliste qui publie depuis 1980 un fanzine intitulé Sub Pop consacré au rock indépendant régional puis le magazine se décline en cassettes regroupant des compilations,. Ensemble ils fondent le label Sub Pop en 1987 et publient les EP Dry As a Bone de Green River et Screaming Life de Soundgarden. « Soundgarden a littéralement changé ma vie, a-t-il déclaré. Avant de les voir, j’étais un musicien en herbe perdant. Après les avoir vus une fois, j’ai enfin su ce que je voulais être quand je serai grand. Je voulais regarder et écouter autant de Soundgarden que possible. Le truc du label était le véhicule idéal pour y parvenir »,.
Sub Pop édite les premiers albums de groupes locaux tels que Tad, Mudhoney et le premier single de Nirvana, Love Buzz en 1988. En 1989 sort le premier album de Nirvava, Bleach qui se vend à 40 000 exemplaires et qui donne naissance au mouvement grunge. « Les premiers jours avec Kurt [Cobain], Krist [Novoselic] et diverses itérations pré-superstars de Nirvana se résumaient tous à une vérité fondamentale : ils ont écrasé », a-t-il déclaré. « Je les ai vus jouer des shows serrés, des shows chaotiques, mais jamais ennuyeux. Cela peut paraître accablant à cause de légers éloges, mais ce n'est pas du tout le cas. Il suffit de considérer à quel point les jeunes groupes peuvent être horribles pour comprendre à quel point Nirvana était génial. L’écriture précoce de chansons n’a certainement pas fait de mal non plus »,.
En 2007, Poneman créé un label dérivé appelé Hardly Art.

## Distinctions
- Music Business Association 2014 : Independent Spirit Award[8]
- American Association of Independent Music 2019 : Lifetime Achievement award[9]

### Citations originales
1. ↑  Citation originale : (en) « I walked up to the front of the stage after and introduced myself to Chris and said, "My name is Jonathan, I’m the host of Audioasis and I do the booking down here, and I gotta tell you, that was one of the best shows I’ve seen in my whole life." He was the first person to me that planted that seed that, "You guys will be the future of rock music," Chris remembered. "You guys will be playing huge places. You guys will be the ones on commercial rock radio stations that kids listen to in their Camaros. ».
2. ↑  Citation originale : (en) « Soundgarden literally changed my life,” he said. “Before seeing them, I was a loser wannabe musician. After seeing them once, I finally knew what I wanted to be when I grew up. I wanted to watch and listen to as much Soundgarden as possible. The label thing was the perfect vehicle for doing just that ».
3. ↑  Citation originale : (en) « Early days with Kurt [Cobain], Krist [Novoselic], and various pre-superstardom iterations of Nirvana all came down to one basic truth: They crushed,” he said. “I saw them play tight shows, shambolic shows, but never a boring show. That may sound like damning by faint praise, but it's not at all. One need only consider how awful young bands can be to appreciate how great they, Nirvana, were. Precocious songwriting certainly didn’t hurt, either ».